# Batallón Vasco Español
Pour les articles homonymes, voir BVE.
Le Batallón Vasco Español ou BVE (français : Bataillon basque espagnol) est un groupe armé espagnol d'extrême droite actif de 1975 à 1981, principalement au Pays basque français.
Le BVE utilisait la violence contre les différents groupes séparatistes basques.
Avec le changement de gouvernement à Madrid, de la post-franquiste de centre-droit UCD pour le centre-gauche PSOE en 1982, le BVE a disparu et a été remplacé par le GAL.

## Attaques attribuées au BVE
- 2 août 1977 : meurtre de Juan Lopetegui J. Carrasco (militant de l'ETA) à Anglet (France).
- Mai 1978 : assassinat d'Irún Martin Merkelanz, prétendument lié à l'ETA.
- 21 décembre 1978 : assassinat de José Miguel Beñarán "Argala" (militant de l'ETA  qui a participé à l'assassinat de Luis Carrero Blanco en 1973), à Anglet. Carlos Gastón, membre de la BVE, a été accusé de ce crime. L'ancien membre de l'OAS Jean-Pierre Cherid y a pris part.
- 25 juin 1979 :  Meurtre d'Enrique Gomez Alvarez (présumé militant de l'ETA) à Bayonne.
- 28 juin 1979 :  Meurtre de F. Martín Eizaguirre et Aurelio Fernández (militants présumés du GRAPO) à Paris (France).
- 28 septembre 1979 : meurtre de Tomás Alba Irazusta, conseiller municipal de Herri Batasuna, dans sa ville natale de Astigarraga (Guipuscoa).
- 1er février 1980 : assassinat de Yolanda González Martín (étudiante basque et membre du Parti socialiste des travailleurs, PST) à Madrid par un commando emmené par Emilio Hellín Moro. Des membres du parti d'extrême droite Fuerza Nueva ont été arrêtés pour cette affaire, y compris un policier.
- 2 février 1980 : assassinat de Jesús Zubikaray Badiola, membre d'Euskadiko Ezkerra, à Hernani (Guipuscoa).
- 19 avril 1980 : assassinat de Felipe Zagarna ORMAZABAL, membre d'Herri Batasuna, à Hernani.
- 8 mai 1980 : assassinat de María José Bravo del Valle (étudiant sans relation politique connue) à Saint-Sébastien (Guipuscoa).
- 8 mai ou 11 mai 1980 à Saint-Sébastien, meurtre de Maria José Bravo.
- 30 août 1980 :  meurtre de Angel Etxaniz Olabarria, membre d'Herri Batasuna, à Ondarroa (Biscaye).
- 2 septembre 1980 : assassinat de M ª Arbelaiz Miguel et Luis M ª Elizondo (HB) à Hernani.
- 14 novembre 1980 : meurtre de Esperanza Alfonso Arana et Joaquín Etxeberria (membres de l'ETA) à Caracas (Venezuela).
- 14 novembre 1980 : meurtre de Joaquií Antimasbere Escoz (sans lien politique connu) à Hernani.
- 23 novembre 1980 : attaque contre le bar Hendayais à Hendaye. Pierre et Jean José Camio Aramendi (sans liens politiques connus) sont tués. 10 personnes sont blessées.
- 30 décembre 1980 : assassinat de José Martín Sagardia Zaldua (membre de l'ETA) à Biarritz (France).
- 3 mars 1981 : meurtre de Francisco Javier Cincunegui Andoain Ansa, militant Herri Batasuna et le frère d'un conseiller du parti nationaliste basque, en Andoain (Guipuscoa).